# Oecobius sinescapus
Espèce
Oecobius sinescapus est une espèce d'araignées aranéomorphes de la famille des Oecobiidae.

## Distribution
Cette espèce est endémique des îles Canaries en Espagne.

## Publication originale
- Wunderlich, 2017 : Descriptions, notes and synonyms of some mainly Mediterranean and Macaronesian spiders (Araneae) of various families. Beiträge zur Araneologie, vol. 10, p. 298-326 & 354.